# Francesco Mancini
Francesco Mancini (16. ledna 1672 Neapol – 22. září 1737 Neapol) byl italský hudební skladatel, představitel neapolské operní školy.

## Život
Narodil se v Neapoli 16. ledna 1672. Hudební vzdělání začal již v raném věku a v 16 letech byl přijat na konzervatoř Conservatorio di Maria della Pietà dei Turchini, kde studoval hru na varhany u Francesco Provenzale. Šest let se živil jako varhaník. V roce 1704 se stal hlavním varhaníkem královské kaple. Jeho kariéra operního skladatele se rozvíjela zpočátku pomalu. Jeho první známou operou je „Il nodo sciolto“ (1692). Další opera „Ariovisto“ byla uvedena s velkým úspěchem až v roce 1702.
Od té doby byl zcela zaměstnán uváděním svých oper, takže poněkud zanedbal jiné ambice. Když v roce 1703 Alessandro Scarlatti uvolnil místo maestra di capella na konservatoři, byl jmenován jeho zástupcem, ale Scarlatti se za rok vrátil a Mancini byl opět druhým v pořadí. V době rakousko-španělské války o nástupnictví (1707) se pokusil získat vedoucí pozici i za pomoci politických intrik. Zkomponoval a uvedl slavnostní Te Deum na počest rakouského vítězství a zdálo se, že dosáhne svého cíle. Nicméně po roce se Scarlatti vrátil z Říma a opět se ujal své funkce. Mancini byl jmenován ředitelem konzervatoře (tj. stupínek pod funkcí maestra) a dostalo se mu příslibu, že jakmile se místo maestra uvolní bude jmenován on. Musel však čekat až na Scarlattiho smrt v roce 1725. Z vysněného místa se netěšil příliš dlouho. V roce 1735 utrpěl záchvat mrtvice, který ho částečně paralyzoval a o dva roky později zemřel.

## Dílo
Francesco Mancini byl poslední velký barokní skladatel, byť jeho dílo je dnes poněkud nedoceňováno. Ve své době byl druhým nejslavnějším skladatelem po Alessandru Scarlatim. Jeho hudba reprezentuje přechodné období mezi barokní a klasickou érou. Mancini byl hlavně operní skladatel, který sloužil potřebám nenasytného neapolského trhu. Zkomponoval na třicet jevištních děl, 12 oratorií, více než 200 světských kantát a mnoho sakrální vokální hudby.
Instrumentální dílo není příliš rozsáhlé. Patrně nejznámější jsou jeho cembalové sonáty, koncerty pro dechové nástroje a zvláště pak řada flétnových sonát, které jsou stále považovány za důležitou součást barokního repertoáru pro tento nástroj.

### Opery
1. Il nodo sciolto (1692, Neapol)
2. Ariovisto (1702 Neapol)
3. Lucio Silla (1703 Neapol)
4. La costanza nell'honore (6.1704 Neapol)
5. Gli amanti generosi (1705 Neapol)
6. La serva favorita (1705 Neapol)
7. Alessandro il Grande in Sidone (1706 Neapol)
8. Turno Aricino (1708 Neapol)
9. Engelberta o sia La forza dell'innocenza (1709 Neapol)
10. Hydaspe fedele (1710 Londýn)
11. Mario fuggitivo (1710 Neapol)
12. Selim re d'Ormuz (1712 Neapol)
13. Artaserse re di Persia (1713 Neapol)
14. Il Gran Mogol (1713 Neapol)
15. Il Vincislao (1714 Neapol)
16. Alessandro Severo (1718 Řím)
17. La fortezza al cimento (1721 Neapol)
18. Il Trajano (1723 Neapol)
19. Orontea (1729 Neapol)
20. Alessandro nelle Indie (1732 Neapol)
21. Don Aspremo (1733 Neapol)
22. Il Demofoonte (1735 Neapol)

### Kantáty (výběr)
1. Caro, s'io moro almeno
2. Agitato mio pensiero
3. Ahi che moro e ristoro
4. Allor ch'il dio di Delo
5. Allor che ad' altro oggetto
6. Alpestre, Monte e Solitaria Selva
7. Ama Tigre crudel
8. Arse lunga staggione del bel volto
9. Assai più di quel che sei
10. Cara qual'or mi giri
11. Cieli ditemi come potrò
12. Clori non ti lagnar
13. Clori quant'io t'amai
14. Da che lungi n'andò
15. Dimmi ingrata incostante
16. E come, e come, O Dio?
17. E dove mail l'Inferno
18. Frà le morbide piume
19. Forces: alto & continuo
20. Frà le pene tiranne
21. Già degl'astri il monarca
22. Già vicina e quell' hora
23. Il Pianetta maggiore
24. L'occhio el labro del mio bene
25. Lacrime sventurate
26. Lidia tu non me'l credi
27. Lumi cari del mio bel sole
28. Occhi vezzosi e belli
29. Queste vermiglie note
30. Son cosi cosi geloso
31. Tinte à note di sangue
32. Un amante ama due belle
33. Cantata with obbl. inst.
34. Quanto dolce è quell'ardore
35. Sotto l'ombra d'un faggio